# Amber Rose Revah
Amber Rose Revah (Londres, 24 de juny de 1986) és una actriu anglesa.
Va fer de Hala Hussein, la filla de Saddam Hussein, en la sèrie de la HBO/BBC House of Saddam. Més tard va aparèixer a De Paris Amb Amor (2010) i Aazaan (2011). També va treballar a les sèries Son of God i The Bible. Fa de Dinah Madani a The Punisher de Netflix.

## Biografia
Revah té antecedents polonesos per par de la seva mare i asiàtico-kenyans pel costat del seu pare.

## Filmografia
| Any       | Títol                      | Funció                          | Notes               |
| --------- | -------------------------- | ------------------------------- | ------------------- |
| 2007      | The World Unseen           | Begum                           |                     |
| 2008      | I Can't Think Straight     | Yasmin                          |                     |
| 2009      | Taylors Trophy             | La noia dels somnis d'en Lester | Shoft pel·lícula    |
| 2009      | Henna Night                | Amina                           | Pel·lícula curta    |
| 2009      | Àgora                      | Sidonia                         |                     |
| 2010      | De Paris amb Amor          | Nichole                         |                     |
| 2011      | The Devil's Double         | Núvia                           |                     |
| 2011      | Everywhere and Nowhere     | Yasmin                          |                     |
| 2011      | Love After Sunrise         | Pel·lícula curta                |                     |
| 2011      | Aazaan                     | Sofiya                          |                     |
| 2012      | The Mistery of Edwin Drood | Helena Landless                 |                     |
| 2013      | The Bible                  | Mary Magdalene                  | Sèrie de televisió  |
| 2013      | What Remains               | Vidya Khan                      | Sèrie de televisió  |
| 2014      | Son of God                 | Mary Magdalene                  |                     |
| 2015      | Foyle's War                | Lea Fisher                      | Episodi: "Trespass" |
| 2015      | Silent Witness             | Yasmin Doshi                    | Sèrie de televisió  |
| 2015–2016 | Indian Summers             | Leena Prasad                    | Sèrie de televisió  |
| 2016      | Midsomer Murders           | Jessica Myerscough              | Sèrie de televisió  |
| 2017      | The Punisher               | Dinah Madani                    | Sèrie de televisió  |
| 2017      | Emerald city               | Miranda                         | Sèrie de televisió  |